# Anse Kerian River
Der Anse Kerian River ist ein Fluss im Westen der Insel Praslin der Seychellen.

## Geographie
Der Anse Kerian River entspringt im Distrikt Grand Anse, am Westhang des Gipfels Grand Fond. Er verläuft nach Westen und erreicht bereits nach einem Verlauf von ca. 3 km die Südküste. Dort gibt er sein Wasser für die Teiche eines Golfplatzes an der Anse Kerian und mündet sogleich am Südende der Anse Kerian in den Indischen Ozean.